# Megadytes ducalis
Megadytes ducalis é o maior besouro mergulhador do mundo pertencente à família Dytiscidae. A espécie só era conhecida a partir de um único exemplar mantido no Museu de História Natural de Londres coletado no século 19 em algum lugar no Brasil, tendo sua localização exata de coleta desconhecida. Porém, um artigo publicado em 2019 relatou o achado de 10 novos exemplares também coletados no século 19 mantidos na coleção do Museu Nacional de História Natural (França). Esses novos achados finalmente sanaram a dúvida do local de coleta, sendo ele, a cidade de Santo Antônio da Barra atual Condeúba no estado da Bahia.

## Estado de Conservação
Segundo a IUCN o Megadytes ducalis está extinto , entretanto, o ICMBio inclui a espécie na Categoria de Dados Insuficientes, mantendo aberta a possibilidade da espécie não estar extinta.

## Morfologia e Área de Ocorrência
É um besouro grande com comprimento total variando de 42,9 a 47,4 mm. A espécie apresenta Dimorfismo sexual ainda que mínimo, as fêmeas são brilhantes, sem sinais de estrias na superfície dorsal, sem discos protarsais e cerdas amarelas na superfície ventral do mesotarsômero.
Se trata de uma espécie endêmica do Brasil e com uma ocorrência restrita no bioma Caatinga da cidade Condeúba.